# Wegwarten. Lieder dem Volke geschenkt

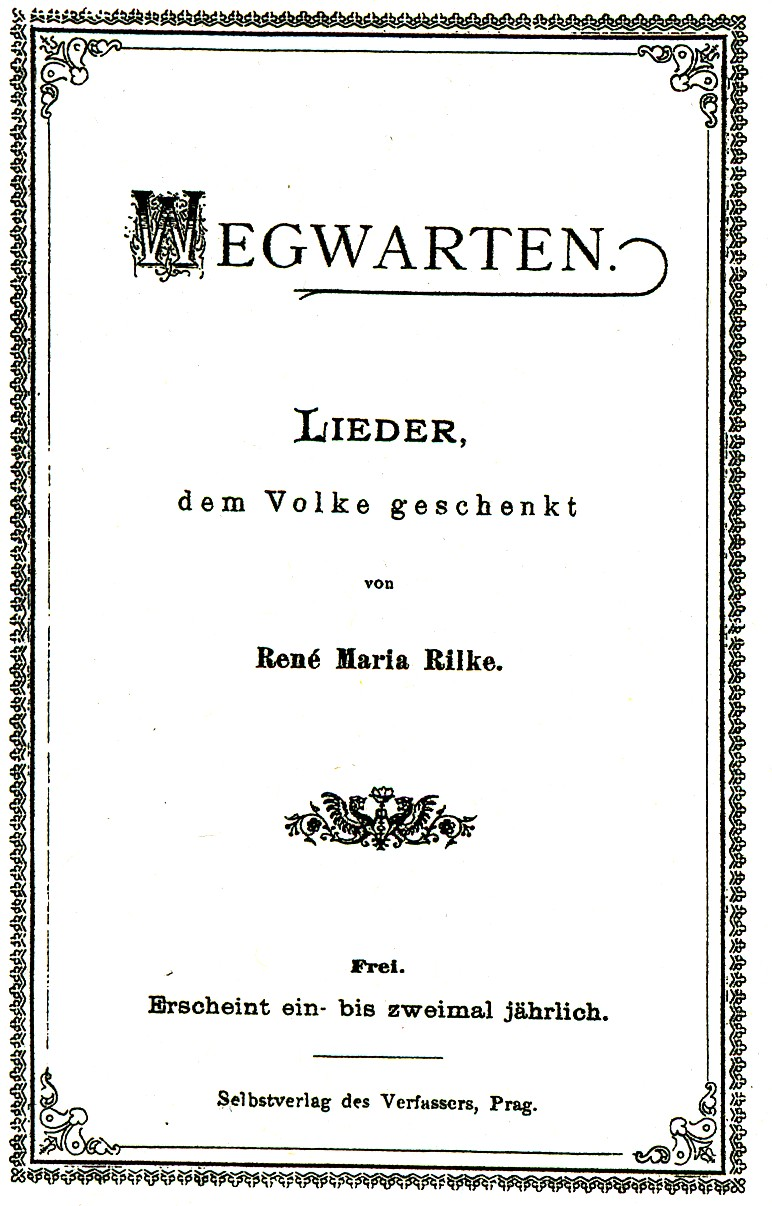
Titelblatt des ersten Bandes der Wegwarten

Die Wegwarten war ein Versuch von Rainer Maria Rilke der Herausgabe eines kostenlosen Periodikums während seiner früher Prager Phase 1896, das bereits nach kurzer Zeit wieder eingestellt wurde.

## Entstehungsgeschichte
Die Besonderheit der Wegwarten besteht darin, dass Rilke sein Periodikum noch unter seinem Geburtsnamen René Maria Rilke herausgab. Er versuchte sich an einem Periodikum, das er im Eigenverlag herausgab und kostenlos an öffentlichen Einrichtungen und an öffentlichen Plätzen unter dem Volk verteilte. Rilke engagierte sich während dieser frühen Schaffensperiode in Prag für das einfache Volk. Seine Nähe zu den ärmeren Bevölkerungsschichten war Teil eines Naturalismus, den Rilke für eine neue ästhetische Richtung der 1890er Jahre hielt. In dem Versuch, ein Massenpublikum erreichen zu wollen, vereinfachte Rilke seine Sprache und gestaltete sie melodischer. Deshalb wird ihm auch heute noch immer von Kritikern vorgeworfen, seine Verse seien zu alliterationsfreudig und „stellten einen Rückfall in die frühe Spieldosen-Lyrik dar“. Doch es gibt auch andere Stimmen, die Rilke „recht gelungene impressionistische Skizzen“ bescheinigen. Vorbild war für Rilke Karl Henckells Sonnenblumen. Es handelte sich dabei um ein Mappenwerk, das dieser in Zürich als Periodikum herausgebracht hatte. Rilke kannte dieses Werk, da er es gewesen war, der es im Prager Abendblatt besprochen hatte. Rilke teilt Henckells Begeisterung für das einfache Volk, jedoch nicht dessen sozialistische Intentionen.
Rilke finanzierte sein idealistisches Projekt mit einem Teil des Geldes, das er von seiner Verwandtschaft väterlicherseits erhielt. Er nannte sein Periodikum Wegwarten und bezog sich damit auf eine Sage, die Paracelsus, dem berühmten Arzt aus dem 16. Jahrhundert zugeschrieben wird: alle Jahrhunderte, so die Sage, verwandele sich die Wegwarte zu einem lebendigen Wesen. Wie die Pflanze, so sollten auch die Gedichte seines Werkes „in der Seele des Volkes zu höherem Leben aufwachen“.
Dennoch war den Wegwarten nur ein kurzes Leben beschieden. Trotz Hilfen Dritter, unter anderem des Schriftstellers Richard Zoozmann, der Rilkes nächstes Buch finanzieren sollte, stellte sich nach seinem Empfinden ein literarischer Erfolg für die Wegwarten nicht ein, da er glaubte, die ärmeren Bevölkerungsschichten nicht erreichen zu können. Nachdem Rilke zwei weitere Bände seiner kleinen Reihe veröffentlicht hatte, stellte er sein Projekt, das er zunächst mit viel Engagement betrieben hatte, wieder ein. Dies lag zum einen Teil darin begründet, dass der Großteil der Prager Bevölkerung nicht aus Deutschen, sondern aus Tschechen bestand, die an der deutschen Dichtung kaum interessiert waren. Rilke konnte folglich nur einen kleinen Teil der Bevölkerung erreichen. Zum anderen richtete sich Rilke weniger an die ärmeren Bevölkerungsschichten als vielmehr an seinesgleichen, indem er in seinem Vorwort des ersten Bandes seine Schriftstellerkollegen dazu auffordert, ebenfalls ihre Schriften zu verschenken.

## Die einzelnen Bände
- Band 1: Lieder dem Volke geschenkt (1896)
- Band 2: Jetzt und in der Stunde unseres Absterbens (1896)
- Band 3: Deutsch-moderne Dichtungen (1896)

## Beschreibung des Druckes
Das Periodikum Wegwarten ist auf in dieser Zeit üblichem billigem Papier gedruckt. Die Bändchen bestehen aus jeweils acht Blatt Papier, die ursprünglich mittig mit Metallklammern, wie man sie mit einem „Klammeraffen“ verwendet, zusammengeheftet waren. Somit bestehen die Bände aus jeweils 16 Seiten, die an den Seitenrändern eine leichte Vergilbung aufweisen.

## Verleger/Drucker
Bei diesem Projekt versuchte sich Rilke selbst als Verleger. Er benutzte die Wohnung eines Bekannten in der Prager Wassergasse als Büro und finanzierte den Druck durch die Druckerei der Gebrüder Stiepel mit dem Geld seiner Verwandten väterlicherseits.

## Gedichte des ersten Bandes
| Titel                           | Erster Vers                                    | Bemerkung                                   | Entstehung                            |
| ------------------------------- | ---------------------------------------------- | ------------------------------------------- | ------------------------------------- |
| Das Volkslied                   | Es legt dem Burschen auf die Stirne            | Nach einer Kartonskizze des Herrn Liebscher | wahrscheinlich: Prag, Spätherbst 1895 |
| Morgen                          | Der Frühwind kommt. – Dem Schein               |                                             | wohl 1895                             |
| Falter und Rose                 | Ein Falter, der begehrte                       |                                             | Prag, 1894                            |
| Der Gespensterturm              | Dort steht ein Turm, ein kleiner               |                                             |                                       |
| Künstler-Los                    | Rasch rollt das Zelt!                          |                                             |                                       |
| Mittag                          | Wie über dem blauenden Waldsee schwer          |                                             | Prag, Sommer 1894                     |
| Die Rose                        | Die Rose hier, die gelbe                       |                                             | Prag, um den 1. Mai 1894              |
| Eine alte Geschichte            | Eine alte Geschichte trauert                   |                                             | Prag, 17. Mai 1895                    |
| Trost                           | Im hohen Himmelsraum                           |                                             | Prag, 1893                            |
| Abend im Dorfe                  | Sieh, wie fern im dämmerdüstern                |                                             | Lautschin, Ende Juli 1894             |
| Abendwolken                     | Abend … Stille die Fernen. – Ich schau         |                                             | Prag, 1894                            |
| Irrlicht                        | Du sahst ein Lichtlein schimmern               |                                             | Prag, Ende 1894                       |
| Königin See                     | Wenn lang der rote Tag verflammt sich          |                                             | vermutlich: Misdroy, August 1895      |
| Sterne                          | Seliger Sterne schimmernde Scharen             |                                             | wahrscheinlich: Prag, Ende 1894       |
| Nachtgedanken                   | Weltenweiter Wandrer                           |                                             | Prag, Frühjahr 1894                   |
| Im Dunkel                       | Wenns im Zimmer dunkel ist                     |                                             | Prag, Frühjahr 1895                   |
| Durch einen Wald von Ungemach … | Durch einen Wald von Ungemach                  |                                             |                                       |
| Sehnsucht                       | Ein Aar, dem niemand Halt gebot                |                                             | zuerst gedruckt: März 1894            |
| Mir geschah … (Lied)            | Mir geschah, so wie dem Kinde                  |                                             |                                       |
| Zukunft                         | Ei, schummert die Leinwand des Lebens mir grau |                                             |                                       |
| Zum Licht                       | Nur nicht im Dunkel                            |                                             | wahrscheinlich: Prag, Ende 1894       |